# 曼努埃尔·奥兰特斯
曼努埃尔·奥兰特斯（西班牙語：Manuel Orantes，1949年2月6日—），西班牙男子网球运动员。他曾获得1975年美网和1976年年终大师赛男单冠军。
他也曾参加1967年和1971年地中海运动会，获得1971年男单和男雙金牌，以及1967年男雙銀牌。

## 大滿貫

### 男單冠軍（1）
| 年度 | 賽事 | 場地 | 決賽對手 | 對手國籍 | 勝方比分      |
| 1975 | 美网 |      | 干納斯   | 美國     | 6-4, 6-3, 6-3 |

### 男單亞軍（1）
| 年度 | 賽事 | 場地 | 決賽對手 | 對手國籍 | 勝方比分                 |
| 1974 | 法网 | 红土 | 博里     | 瑞典     | 2-6, 61-7, 6-0, 6-1, 6-1 |

## 年终大师赛
- 年终大师赛現名為ATP世界巡迴賽總決賽

### 冠軍（1）
| 年度 | 舉行地點   | 決賽對手 | 對手國籍 | 勝方比分                 |
| 1976 | 美國侯斯頓 | 菲巴克   | 波蘭     | 5–7, 6–2, 0–6, 7–61, 6–1 |